# Сан Ђакомо деле Сењате
Сан Ђакомо деле Сењате (итал. San Giacomo delle Segnate) је насеље у Италији у округу Мантова, региону Ломбардија.
Према процени из 2011. у насељу је живело 1264 становника. Насеље се налази на надморској висини од 15 м.

## Становништво
Према резултатима пописа становништва 2011. у општини је живело 1.779 становника.
| 1931. | 1936. | 1951. | 1961. | 1971. | 1981. | 1991. | 2001. | 2011. |
| ----- | ----- | ----- | ----- | ----- | ----- | ----- | ----- | ----- |
| 3.145 | 3.229 | 3.127 | 2.740 | 2.245 | 2.029 | 1.858 | 1.704 | 1.779 |